# Ekers socken
Ekers socken i Närke ingick i Örebro härad, uppgick 1952 i Örebro stad och området är sedan 1971 en del av Örebro kommun, från 2016 inom Längbro distrikt.
Socknens areal var 19,61 kvadratkilometer, varav 19,60 land. År 1947 fanns här 343 invånare. Kyrkbyn Eker med sockenkyrkan Ekers kyrka ligger inom socknens område.

## Administrativ historik
Ekers socken har medeltida ursprung.
Vid kommunreformen 1862 övergick socknens ansvar för de kyrkliga frågorna till Ekers församling och för de borgerliga frågorna till Ekers landskommun. Landskommunen inkorporerades 1952 i Örebro stad som 1971 ombildades till Örebro kommun. Församlingen uppgick 1954 i Längbro församling.
Den 1 januari 2016 inrättades distriktet Längbro, med samma omfattning som Lärbro församling hade 1999/2000 och fick 1954, och vari detta sockenområde ingår.
Socknen har tillhört fögderier, tingslag och domsagor enligt vad som beskrivs i artikeln Närke. De indelta soldaterna tillhörde Närkes regemente, Örebro kompani och Livregementets husarkår, Örebro skvadron.

## Geografi
Ekers sockenområde ligger norr om Örebro kring Älvtomtabäcken, ett tillflöde till Svartån. Karlslundsåsen ligger i väster, och i öster finns moränmarker. Mellan dessa områden breder jordbruksområdet ut sig utmed ån.
Socknen gränsade till Kils socken i norr, till Gräve socken i väster, till Längbro socken, senare Örebro stad i söder, och till Hovsta socken i öster. 
En större gård, Runnaby gård, från 1800-talet, ligger i socknen. Kring gården ligger byarna Norra och Södra Runnaby samt sportstuge- och villaområdet Västra Runnaby.

## Fornlämningar
Inga fasta fornlämningar är funna.

## Namnet
Namnet (1548 Eker) kommer från kyrkbyn. Namnet innehåller ek.

## Befolkningsutveckling
| Befolkningsutvecklingen i Ekers socken 1750–1940                                                        | Befolkningsutvecklingen i Ekers socken 1750–1940 | Befolkningsutvecklingen i Ekers socken 1750–1940 | Befolkningsutvecklingen i Ekers socken 1750–1940 | Befolkningsutvecklingen i Ekers socken 1750–1940 |
| --- | ------------------------------------------------ | ------------------------------------------------ | ------------------------------------------------ | ------------------------------------------------ |
| |                                                  |                                                  |                                                  |                                                  |
| År |                                                  |                                                  | Folkmängd                                        |                                                  |
| 1750 | 1750                                             |                                                  | 163                                              |                                                  |
| 1760 | 1760                                             |                                                  | 189                                              |                                                  |
| 1769 | 1769                                             |                                                  | 208                                              |                                                  |
| 1780 | 1780                                             |                                                  | 211                                              |                                                  |
| 1790 | 1790                                             |                                                  | 224                                              |                                                  |
| 1800 | 1800                                             |                                                  | 253                                              |                                                  |
| 1810 | 1810                                             |                                                  | 256                                              |                                                  |
| 1820 | 1820                                             |                                                  | 275                                              |                                                  |
| 1830 | 1830                                             |                                                  | 305                                              |                                                  |
| 1840 | 1840                                             |                                                  | 353                                              |                                                  |
| 1850 | 1850                                             |                                                  | 432                                              |                                                  |
| 1860 | 1860                                             |                                                  | 468                                              |                                                  |
| 1870 | 1870                                             |                                                  | 554                                              |                                                  |
| 1880 | 1880                                             |                                                  | 566                                              |                                                  |
| 1890 | 1890                                             |                                                  | 529                                              |                                                  |
| 1900 | 1900                                             |                                                  | 467                                              |                                                  |
| 1910 | 1910                                             |                                                  | 458                                              |                                                  |
| 1920 | 1920                                             |                                                  | 449                                              |                                                  |
| 1930 | 1930                                             |                                                  | 419                                              |                                                  |
| 1940 | 1940                                             |                                                  | 341                                              |                                                  |
| Anm: Källor: Umeå universitet - Tabellverket 1749-1859, Demografiska databasen, CEDAR, Umeå universitet |                                                  |                                                  |                                                  |                                                  |